# Meerbusch
Meerbusch este un oraș din landul Renania de Nord-Westfalia, Germania.
1. ↑   http://www.meerbusch.de/C12573AD002ECE05/html/75DADF8883F671F2C12573EF004ACE6D?opendocument&nid1=68342_01553, accesat în 17 martie 2015 Lipsește sau este vid: |title= (ajutor)
2. ↑  Alle politisch selbständigen Gemeinden mit ausgewählten Merkmalen am 31.12.2018 (4. Quartal) (în germană), Statistisches Bundesamt[*], arhivat din original la 10 martie 2019, accesat în 10 martie 2019